# كينيث غريفيث
كينيث غريفيث (بالإنجليزية: Kenneth Griffith) هو طوابعي وممثل بريطاني، ولد في 12 أكتوبر 1921 في المملكة المتحدة، وتوفي بنفس المكان في 25 يونيو 2006 بسبب مرض آلزهايمر.

## أعمال

### أفلام
- (1956) 1984
- (1968) الأسد في الشتاء

## وصلات خارجية
- كينيث غريفيث على موقع IMDb (الإنجليزية)
- كينيث غريفيث على موقع ميوزك برينز (الإنجليزية)
- كينيث غريفيث على موقع أول موفي (الإنجليزية)
- كينيث غريفيث على موقع ديسكوغز (الإنجليزية)
- كينيث غريفيث على موقع قاعدة بيانات الفيلم (الإنجليزية)